# Sport Athlétique de Marrakech
L'Sport Athlétique de Marrakech, també conegut com a SA Marrakech o SAM, fou un club de futbol marroquí de la ciutat de Marrakech.
Va ser fundat el 1927 i desaparegué el 1956.

## Palmarès
- Lliga marroquina de futbol:[2]
  - 1953

- Copa marroquina de futbol:[3]
  - 1934, 1938

- Coupe Gil:
  - 1937

- Copa de l'Àfrica del Nord francesa de futbol:[4]
  - 1939, 1942